# Graveson
Graveson is een gemeente in het Franse departement Bouches-du-Rhône in de regio Provence-Alpes-Côte d'Azur. De plaats maakt deel uit van het arrondissement Arles en van het gemeentelijk samenwerkingsverband Communauté d'Agglomération Rhône Alpilles Durance. Graveson telde op 1 januari 2022 4.743 inwoners.

## Geschiedenis
De oudste sporen van permanente bewoning zijn gevonden in La Roque, tussen het huidige centrum van de gemeente en buurgemeente Barbentane. Deze plaats bleef bewoond van de 6e eeuw v.Chr. tot in de Gallo-Romeinse tijd. De plaats lijkt verlaten in de 5e eeuw. De Romeinse Via Agrippa tussen Lyon en Arles liep door de gemeente.
Graveson werd voor het eerst genoemd in de 9e eeuw. Het was een ommuurd dorp met een kasteel dat in de middeleeuwen een zekere welvaart kende. Daarna volgde een periode van stagnatie. Pas in de 18e eeuw kwam er een economische en demografische groei dankzij de uitbreiding van de landbouw door irrigatie. In de 19e eeuw werden de stadsmuren afgebroken en in de plaats kwamen de Cours, een boulevard rond de stad. Enkel de westelijke stadspoort, de Grand Portail, bleef bewaard. Aan het einde van de 19e eeuw volgde er een grote omslag in de landbouw. De traditionele teelten verdwenen en nieuwe teelten werden mogelijk door de toegenomen irrigatie met grondwater en door de mechanisatie. Graveson werd ook aangesloten op het spoornetwerk.

## Geografie
De oppervlakte van Graveson bedraagt 23,54 vierkante kilometer; Op 1 januari 2022 was de bevolkingsdichtheid 201,5 inwoners per km². Graveson ligt op 15 kilometer van Avignon en 25 kilometer van Arles.
De onderstaande kaart toont de ligging van Graveson met de belangrijkste infrastructuur en aangrenzende gemeenten.

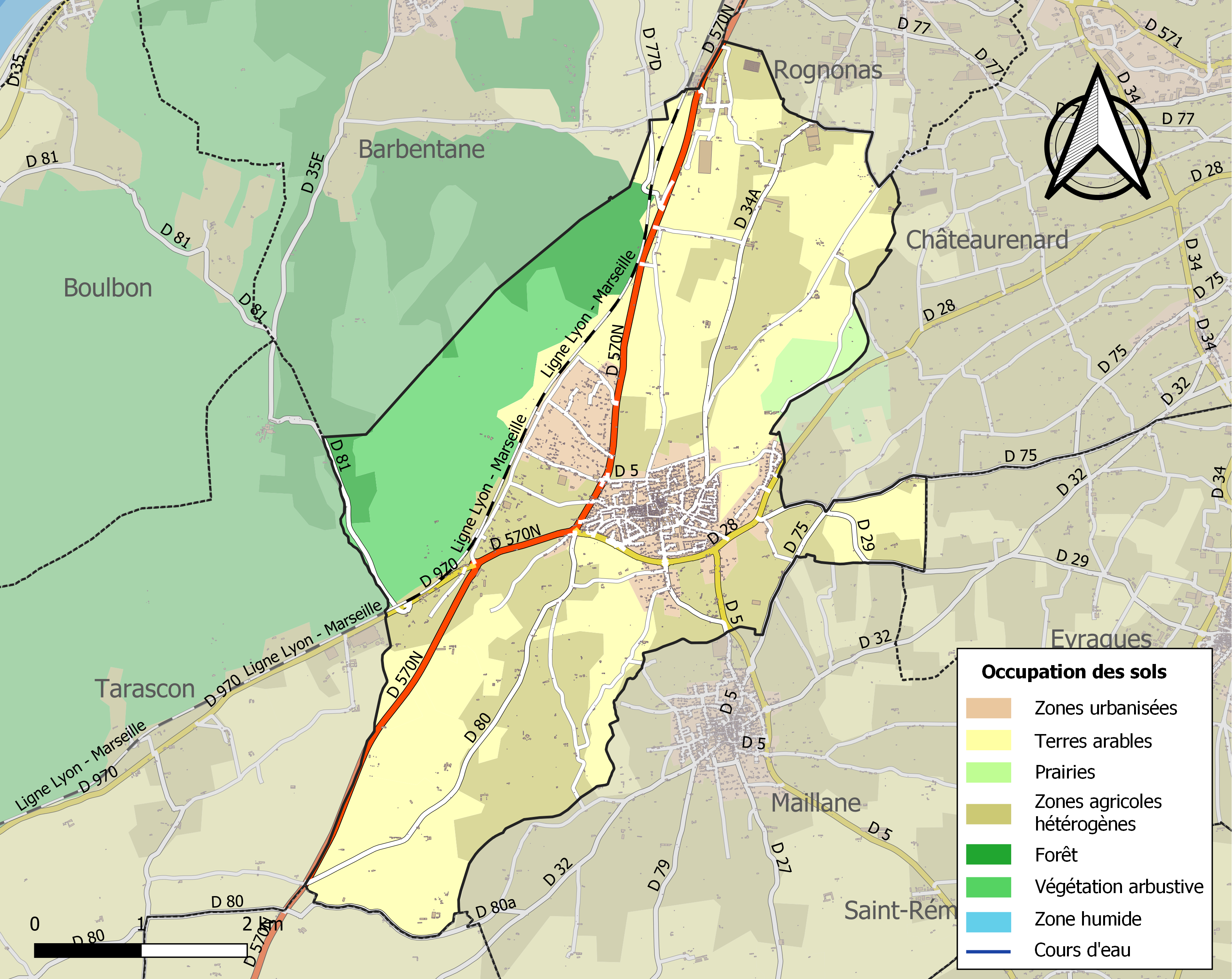

## Demografie
Onderstaande figuur toont het verloop van het inwonertal.
Vanwege een beveiligingsprobleem met de MediaWiki Graph-software is het momenteel niet mogelijk deze grafiek weer te geven. Zodra de software is bijgewerkt zal de grafiek vanzelf weer zichtbaar worden.

## Cultuur
In 1992 werd het Musée de Région Auguste Chabaud geopend. Dit museum bezit een zeventigtal werken van schilder, tekenaar en beeldhouwer Auguste Chabaud (1882-1955), die een groot deel van zijn leven in Graveson doorbracht.